# Группе, Пауло

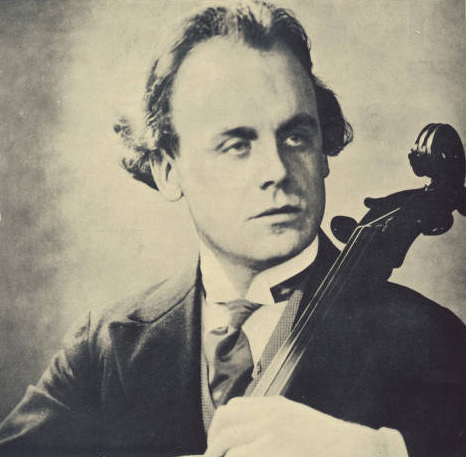
Пауло Группе (1913)

Пауло Месдах Группе (нидерл. Paulo Mesdag Gruppe; 1 сентября 1891, Рочестер — 17 августа 1979, Нью-Хейвен) — американский виолончелист. Сын художника Чарльза Пола Группе, остальные дети которого также стали художниками (наибольшей известности добился Эмиль Альберт Группе). Среднее имя получил в честь художника Х. В. Месдаха, одного из учителей своего отца.
Вырос в Нидерландах. В семилетнем возрасте начал играть на скрипке, годом позже перешёл на виолончель. Учился в Гаагской консерватории у Шарля ван Истердала, затем в Берлине у Иосифа Малкина, в Париже частным образом у Жозефа Сальмона и Гильермины Суджа и в Парижской консерватории у Пабло Казальса, окончив занятия в 1907 году. В том же году дебютировал сольным концертом в Гааге. Выступал в разных странах Европы, в 1912 году участвовал в коллективе музыкантов, сопровождавших британские выступления балерины Анны Павловой. В 1909 году впервые гастролировал в США, затем возвращался туда с концертными турне каждый год, пока в 1913 году вместе со всей семьёй Группе не обосновался в США окончательно. Широко гастролировал по американской провинции как солист и в составе фортепианного трио Карла Толлефсена. Позднее выступал и как оркестровый музыкант: в 1937—1938 гг. — концертмейстер виолончелей в Индианаполисском симфоническом оркестре, в 1947—1949 гг. — в Симфоническом оркестре штата Юта (спорадически выступал с ними же как солист — в частности, с Симфоническим оркестром Юты исполнял концерт для виолончели с оркестром Роберта Шумана).
Оставил несколько записей, в том числе первую запись Рондо для виолончели и фортепиано Антонина Дворжака (1913, фортепиано Чарльз Гилберт Спросс) и «Вито» Давида Поппера (из цикла «Испанские танцы», 1918, фортепиано Филип Хаузер). Опубликовал учебное пособие «Разумный и практичный подход к виолончели» (англ. A Reasonable and Practical Approach to the Cello; 1964).
Был женат на скрипачке бельгийского происхождения Камилле Плассхарт (фр. Camille Louise нидерл. Plasschaert; 1892—1975), в молодые годы выступал с ней вместе.
Архив Группе хранится в Нью-Йоркской публичной библиотеке.